# نايون
ايم نا يون (الكورية: 임 나연) (من مواليد 22 سبتمبر 1995) معروفة باسم نايون، مغنية كورية جنوبية بعد مشاركتها في البرنامج التلفزيوني Sixteen في عام 2015، أصبحت المغنية الرئيسية لفرقة الفتيات الكورية الجنوبية توايس والتي تم تأسيسها بواسطة جاي واي بي للترفيه. لعامين متتاليين (2017 و2018)، حصلت على المرتبة السادسة من حيث شعبية الآيدول الكوري في استطلاع الموسيقى السنوي الذي أجرته مؤسسة جالوب كوريا.

## نشأتها
عندما كانت طفلة، شاركت في مسابقة عرض أزياء للأطفال وتم إختيارها للتمثيلمن قبل جاي واي بي إنترتينمنت. ومع ذلك، منعتها والدتها من التدريب والدخول في مجال العروض على الفور نظرًا لصغر سنها.  في 15 سبتمبر 2010، حضرت سرًا الاختبار المفتوح السابع لشركة جاي واي بي إنترتينمنت، وبعد ذلك أصبحت متدربة. 

## مسيرتها المهنية
في عام 2015، شاركت في برنامج تلفزيون الواقع السادس عشر، وهي مسابقة مصممة لاختيار الأعضاء المؤسسين لـ توايس. كواحدة من تسعة مشاركين ناجحين، انضمت إلى فرقة الفتيات التي تم تشكيلها حديثًا توايس. في أكتوبر 2015، ظهرت نايون رسميًا كعضو في فرقة توايس مع أول أسطوانة مطولة لها، القصة تبدأ.

## روابط خارجية
- نايون على موقع IMDb (الإنجليزية)
- نايون على موقع ميتاكريتيك (الإنجليزية)
- نايون على موقع روتن توميتوز (الإنجليزية)
- نايون على موقع ميوزك برينز (الإنجليزية)
- نايون على موقع أول ميوزيك (الإنجليزية)
- نايون على موقع ديسكوغز (الإنجليزية)
- نايون على موقع قاعدة بيانات الفيلم (الإنجليزية)